# Utkání hvězd české extraligy 1999
Utkání hvězd české extraligy 1999 se uskutečnilo 31. ledna roku 1999 v Plzni, podle nepsaných zákonů, se utkání hvězd přemístilo na západ, kde se hvězdy představily už počtvrté. Západ (Čechy) vyhrál na domácí půdě 13:4. Plzeňský klub slavil 70 let hokeje ve městě, po uskutečnění exhibičního zápasů veteránů, bylo na řadě právě utkání hvězd.

## Soupisky
| Brankáři | Roman Čechmánek  | HC Slovnaft Vsetin  |
|          | Jaroslav Kameš   | HC ZPS Barum Zlín   |
| Obránci  | Libor Procházka  | HC Železárny Třinec |
|          | Jiří Veber       | HC Slovnaft Vsetin  |
|          | Miloš Holaň      | HC Vítkovice        |
|          | Miroslav Javín   | HC Slezan Opava     |
|          | Robert Kántor    | HC Železárny Třinec |
|          | Alexej Jaškin    | HC Slovnaft Vsetin  |
|          | Jan Srdínko      | HC Slovnaft Vsetin  |
|          | Miroslav Duben   | HC Dukla Jihlava    |
|          | Aleš Tomášek     | HC Vítkovice        |
| Útočníci | Pavel Patera     | HC Slovnaft Vsetin  |
|          | Jiří Dopita      | HC Slovnaft Vsetin  |
|          | Martin Procházka | HC Slovnaft Vsetin  |
|          | Ondřej Kratěna   | HC Slovnaft Vsetin  |
|          | Radek Bělohlav   | HC Slovnaft Vsetin  |
|          | Marek Zadina     | HC ZPS Barum Zlín   |
|          | David Moravec    | HC Vítkovice        |
|          | Petr Čajánek     | HC ZPS-Barum Zlín   |
|          | Roman Meluzín    | HC ZPS-Barum Zlín   |
|          | Jiří Poukar      | HC Slezan Opava     |
|          | Andrej Galkin    | HC Slezan Opava     |
|          | Ivan Padělek     | HC Slovnaft Vsetín  |
| Trenéři  | Zdislav Tabara   |                     |
|          | Jaroslav Jágr    |                     |

| Brankáři | Milan Hnilička   | HC Sparta Praha             |
|          | Dušan Salfický   | HC Keramika Plzeň           |
| Obránci  | Ladislav Benýšek | HC Sparta Praha             |
|          | František Kučera | HC Sparta Praha             |
|          | Martin Richter   | HC Becherovka Karlovy Vary  |
|          | Josef Řezníček   | HC Keramika Plzeň           |
|          | Aleš Píša        | HC IPB Pojišťovna Pardubice |
|          | Ivan Vlček       | HC Keramika Plzeň           |
|          | Petr Jančařík    | HC IPB Pojišťovna Pardubice |
|          | Martin Štěpánek  | HC Chemopetrol, a.s.        |
| Útočníci | Petr Tenkrát     | HC Velvana Kladno           |
|          | David Výborný    | HC Sparta Praha             |
|          | Václav Král      | HC České Budějovice         |
|          | Jiří Zelenka     | HC Sparta Praha             |
|          | Tomáš Kucharčík  | HC Slavia Praha             |
|          | Jan Hlaváč       | HC Sparta Praha             |
|          | Václav Eiselt    | HC Velvana Kladno           |
|          | Petr Kořínek     | HC Keramika Plzeň           |
|          | David Pospíšil   | HC Keramika Plzeň           |
|          | Pavel Janků      | HC Becherovka Karlovy Vary  |
|          | Radek Ťoupal     | HC České Budějovice         |
|          | Ivo Prorok       | HC Chemopetrol, a.s.        |
| Trenéři  | Pavel Richter    |                             |
|          | Marek Sýkora     |                             |

## Souhrn zápasu
| 31. ledna 1999 | Západ (Čechy) | 13:4 (1:3, 9:0, 3:1) | Východ (Morava) | ČEZ Aréna Plzeň, Plzeň Návštěvnost: 7 500 |  |

| Zpráva | |                                                                          | |                                         |
| Milan Hnilička - 31 Dušan Salfický | Milan Hnilička - 31 Dušan Salfický | Brankáři                                                                 | Roman Čechmánek | Rozhodčí: Haber Čároví: Cambal Unzeitig |
| 9. Josef Řezníček (Petr Kořínek, David Pospíšil) 22. Václav Eiselt (Petr Kořínek) 25. Ivo Prorok (Bez asistence) 27. David Pospíšil (Petr Kořínek, Ivan Vlček) 29. Radek Ťoupal (Petr Tenkrát, Václav Král) 33. Václav Eiselt (Petr Kořínek, Josef Řezníček) 34. Václav Král (Aleš Píša, Petr Tenkrát) 34. Martin Štěpánek (Bez asistence) 35. Tomáš Kucharčík (Ivo Prorok, Pavel Janků) 36. Jan Hlaváč (Jiří Zelenka, David Výborný) 45. Pavel Janků (Tomáš Kucharčík, Ivo Prorok) 51. Jan Hlaváč (David Výborný, František Kučera) 57. Ladislav Benýšek (Jan Hlaváč, David Výborný) | 9. Josef Řezníček (Petr Kořínek, David Pospíšil) 22. Václav Eiselt (Petr Kořínek) 25. Ivo Prorok (Bez asistence) 27. David Pospíšil (Petr Kořínek, Ivan Vlček) 29. Radek Ťoupal (Petr Tenkrát, Václav Král) 33. Václav Eiselt (Petr Kořínek, Josef Řezníček) 34. Václav Král (Aleš Píša, Petr Tenkrát) 34. Martin Štěpánek (Bez asistence) 35. Tomáš Kucharčík (Ivo Prorok, Pavel Janků) 36. Jan Hlaváč (Jiří Zelenka, David Výborný) 45. Pavel Janků (Tomáš Kucharčík, Ivo Prorok) 51. Jan Hlaváč (David Výborný, František Kučera) 57. Ladislav Benýšek (Jan Hlaváč, David Výborný) | 0:1 1:1 1:2 1:3 2:3 3:3 4:3 5:3 6:3 7:3 8:3 9:3 10:3 11:3 12:3 12:4 13:4 | 6. Pavel Patera (Jiří Dopita) 12. Roman Meluzín (David Moravec) 14. Martin Procházka (Jiří Dopita, Pavel Patera) 52. Jan Srdínko (Martin Procházka, Pavel Patera) | Rozhodčí: Haber Čároví: Cambal Unzeitig |
| 0 min | 0 min | Tresty                                                                   | 4 min | Rozhodčí: Haber Čároví: Cambal Unzeitig |

## Individuální soutěže
| Disciplína:                       | Hráč (km/h):             | Klub:               |
| Soutěž o tvrdost střelby          | Robert Kántor (148 km/h) | HC Železárny Třinec |
| Soutěž o nejrychlejšího bruslaře  | Jan Hlaváč               | HC Sparta Praha     |
| Soutěž o nejpřesnějšího střelce   | Josef Řezníček           | HC Keramika Plzeň   |
| Soutěž brankářů - štafeta nájezdů | Roman Čechmánek          | HC Slovnaft Vsetin  |